# Children Beyond the War
 (novembre 2024).
Pour plus de détails, voir Fiche technique et Distribution.
Children Beyond the War est un documentaire réalisé par Grégory Herpe et son fils Arthur Herpe.
Présenté pour la première fois au Centre Culturel de l'Ambassade d'Ukraine à Paris le 11 juin 2024, le film suit des orphelins de guerre ukrainiens et des orphelins sociaux moldaves dans deux associations situées à Chisinau, dans en Gagaouzie, à Congaz.
Children Beyond the War a été tourné en anglais, ukrainien, russe, et en roumain de Moldavie, à cause des différentes nationalités des participants du film. 

## Synopsis
Dans un petit village de Gagaouzie ainsi que dans la capitale moldave Chisinau des associations recueillent des orphelins sociaux moldaves et des orphelins de guerre ukrainiens, réfugiés depuis la guerre contre la Russie. Les enfants y reçoivent un soutien scolaire, une aide médicale, et des repas. Le photographe français Grégory Herpe et son fils vidéaste Arthur Herpe sont partis à leur rencontre pour réaliser un documentaire, et surtout leur apprendre la photographie. Le but? Les sortir de leur quotidien difficile grâce à l'art, transmit de façon ludique, et les mettre en valeur grâce à une série d'expositions internationales des photos des enfants et des Herpe père et fils, sans distinction. Le documentaire s'intéresse aux conditions d'enseignement et de vie dans ce cadre particulier, aux relations qui se tissent entre les élèves et leurs encadrants, ainsi qu'au rapport entre les moldaves et les ukrainiens lorsque ceux-ci ne parlent pas la même langue.

## Tournage
Le tournage s'est déroulé en octobre 2023 à Chisinau, la capitale de Moldavie, et à Congaz, dans le territoire autonome de Gagaouzie.

## Fiche technique
- Titre : Children Beyond the War
- Réalisation : Grégory Herpe, Arthur Herpe
- Production : Grégory Herpe
- Musique : Th.e n.d, Esther Garcia, Jason Shaw, Synthager
- Image Camera 1 : Arthur Herpe
- Image Camera 2 : Grégory Herpe
- Image Drone : Vasili Lesnic
- Photographies : Grégory Herpe, Arthur Herpe
- Montage : Grégory Herpe
- Assistant Montage : Arthur Herpe
- Interviews & Voix Off : Arthur Herpe
- Textes : Grégory Herpe
- Pays d'origine :  France,  Belgique,  Autriche,  Moldavie
- Langue de tournage : anglais, ukrainien, russe, roumain
- Traduction Roumain : Inesa Ciornii, Mariana Mariuta
- Traduction Ukrainien : Laura Vition, Oleksandra Chichirina
- Traduction Russe : Inesa Ciornii
- Traduction Français : Grégory Herpe, Arthur Herpe
- Format : couleurs - 1,66:1 - video - Dolby SR
- Genre : documentaire
- Durée : 48 minutes
- Date de sortie : présentation au centre culturel de l' Ambassade d'Ukraine à Paris le 11 juin 2024

## Intervenants
Adultes dans leurs propres rôles à Chisinau & Congaz
- Arthur Herpe, réalisateur
- Grégory Herpe, réalisateur
- Inesa Ciornii, directrice du Global Progressive Strategy Institute, Belgique
- Martin Kunze, manager projets humanitaires de l'ONG Jugen Eine Welt, Autriche
- Andrei Bolocan, vice-président de la fondation Don Bosco, Chisinau
- Tatiana Uzun, directrice du centre Concordia, Congaz
- Mariana Mariuta, animatrice de la fondation Don Bosco, Chisinau
- Stefan Botnari, psychologue de la fondation Don Bosco, Chisinau
- Laura Vition, traductrice, Congaz